# Polak-prawosławny
Polak-prawosławny, prawosławni Polacy – pojawiające się w literaturze naukowej określenia autochtonicznej grupy ludności Białostocczyzny (pochodzenia wschodniosłowiańskiego, określanej potocznie mianem „Białorusinów”), która z powodu daleko posuniętych procesów asymilacyjnych deklaruje współcześnie polską tożsamość narodową, połączoną jednakże z przynależnością kulturową (niekoniecznie scricte religijną) do kręgu prawosławia. Pierwotnie pojęcie związane było z inspirowanym przez czynniki wojskowe II RP ruchem społeczno-religijnym Polaków-prawosławnych, mającym ułatwić polonizację szerokich mas ludności prawosławnej w Polsce.

## Historia
Świadomość wschodniosłowiańskiej grupy etnicznej na Białostocczyźnie, określanej potocznie mianem „Białorusinów”, kształtowała się pod wpływem prawosławia i pokrywa się z jego zasięgiem.
Kościół prawosławny w II Rzeczypospolitej w dużym stopniu traktowany był negatywnie i postrzegany jako pozostałość po rosyjskim państwie zaborczym. Z tego względu organy władzy państwowej dążyły do jego polonizacji, w tym podejmowano szereg działań w kierunku wprowadzenia w Kościele prawosławnym języka polskiego. Początkowo akcentowano nauczanie dzieci religii w języku polskim, następnie wymuszono regularne głoszenie w nim kazań, śpiewanie w cerkwiach w święta państwowe po nabożeństwach pieśni „Boże, coś Polskę”, zaś pod koniec lat 30. uwaga czynników państwowych koncentruje się na wprowadzeniu języka polskiego do ogółu życia liturgicznego Cerkwi – polonizacji nabożeństw i wszelkich kontaktów duchowieństwa z ludnością. W ramach działań polonizacyjnych odbywało się też narzucenie Cerkwi zreformowanego kalendarza liturgicznego (tak zwanego nowego stylu), zmniejszanie liczby świątyń, ograniczanie liczby księży prawosławnych, krępowanie działalności wybranych stowarzyszeń świeckich w Cerkwi, czy wreszcie naciski w kierunku przyjęcia wyznania rzymskokatolickiego.
W połowie lat trzydziestych pojawił się inspirowany przez czynniki wojskowe ruch społeczno-religijny Polaków-prawosławnych. Zakładano, że tam, gdzie występuje najwięcej „tutejszych” wprowadzenie „polskiego prawosławia” mogłoby stanowić dogodną i skuteczną płaszczyznę w kierunku polonizacji. W celu realizacji tych działań od 1 marca 1936 wydawano „Gazetę Prawosławną”, której celem było zespolenie prawosławia z polskością. Powstały różne zorientowane na polską tożsamość narodową organizacje, w tym „Towarzystwo im. Marszałka Józefa Piłsudskiego” w Białymstoku, „Dom Polaków Prawosławnych im. Stefana Batorego” w Grodnie, założono też Prawosławny Instytut Naukowo-Wydawniczy. Inspirowany głównie przez duszpasterstwo wojskowe oraz wychowanków Studium Teologii Prawosławnej ruch na rzecz polonizacji Kościoła prawosławnego był szeroko popierany przez ówczesne polskie środki masowego przekazu.
Mimo starań władz ruch religijno-społeczny Polaków-prawosławnych w II RP nie objął swym zasięgiem szerokich mas ludności. Integracja na jego bazie społeczności prawosławnych z polskością w okresie międzywojennym okazała się niemożliwa, a niepolskość tej grupy ludności znajdowała wyraz zarówno w świadomości samej grupy, jak też w postępowaniu władz państwowych dyskryminujących ludność prawosławną i traktujących ją jako element obcy. Polityka administracji państwowej, próbująca całkowicie podporządkować Cerkiew interesom państwowym i polonizacyjnym, w odczuciu wierzących mas chłopskich równała się próbom likwidacji ich wiary, gdyż dotyczyła symbolów jej odrębności etnicznej: języka, obrzędów i kalendarza. Nie osiągnięto w ten sposób masowej polonizacji ludności prawosławnej, ale ubocznym efektem był upadek autorytetu Kościoła prawosławnego wśród ludności, która nie godziła się z atakowaniem istotnych dla niego odrębności kulturowo-obrzędowych. W konsekwencji umożliwiło to przyśpieszenie procesów dezintegracyjnych w społecznościach wiejskich Białostocczyzny i ułatwienie polonizacji już w latach powojennych
Stabilna kategoria „Polaków prawosławnych” pojawiła się szeroko dopiero w okresie po II wojnie światowej, gdy jej rozwój zaczyna być mocniej stymulowany przez czynnik socjalny. Stworzone dla społeczności wiejskich Białostocczyzny realne możliwości awansu społecznego powodowały, że ludność prawosławna dostosowywała się do wymogów władzy, budującej państwo jednolite etnicznie. Białoruscy chłopi awansowani na różne stanowiska w miastach czuli się przede wszystkim lojalnymi funkcjonariuszami państwa, kojarząc, że zmiana ich statusu społecznego nastąpiła wówczas, gdy zaczęli mówić po polsku i na zewnątrz prezentować się jako Polacy. Pierwotny proces akulturacji tej społeczności przypadł na lata 1947–1955 i wiązał się z początkiem masowych migracji ze wsi do miast. Prawosławni migrując do miast obok zmiany ról zawodowych zmuszeni zostali do przejmowania nowej roli społecznej – stawali oficjalnie się Polakami w mieście, ale nadal głęboko osadzonymi w swej autentycznej tradycji po powrocie na rodzinne tereny. Był to często etap dramatycznych wyborów, mających służyć ukryciu wiejskiego i prawosławnego pochodzenia – zmieniano imiona, ukrywano miejsce urodzenia, ograniczano uczęszczanie na nabożeństwa do cerkwi.
Obecne polskie deklaracje narodowościowe są efektem trwającego już od kilkudziesięciu lat procesu asymilacji etniczno-narodowościowej prawosławnej ludności Podlasia ku polskości. Współcześnie większość wiernych Kościoła prawosławnego na terenie województwa podlaskiego identyfikuje się jako Polacy. Wśród przyczyn tego zjawiska wymienia się: migrację do miast, mieszane małżeństwa, dominację języka polskiego w sferze publicznej, osłabienie się stereotypów etniczno-wyznaniowych (Polak-katolik czy Białorusin-prawosławny), słaby poziom białoruskiej tożsamości narodowej, słabą znajomość kultury białoruskiej czy stereotypowe postrzeganie jej jako mniej wartościowej.
Masowe pojawienie się kategorii Polaków prawosławnych we współczesnych czasach wiązane jest również z procesami demokratyzacji szeroko rozumianego życia społecznego od lat 90., doświadczaniem większej akceptacji wyznania prawosławnego jako jednego z wyznań społeczeństwa polskiego oraz wzrostem podmiotowości społecznej prawosławnych mieszkańców kraju. „Polacy prawosławni” wciąż reprezentują jednak polską świadomość narodową typu przejściowego, łączącą w sobie cechy kultury pogranicza, którą określa prawosławie i zróżnicowane elementy kultury lokalnej.

## Cechy etnokulturowe
„Polacy-prawosławni” różnią się swoją świadomością od zamieszkujących w sąsiedztwie Polaków-katolików. Inny jest przede wszystkim ich stosunek do polskiej mitologii narodowej (na przykład częsty dystans względem takich postaci jak Jan Paweł II, Józef Piłsudski, i innych). Polacy-prawosławni mają poczucie inności względem Polaków-katolików, a polska świadomość narodowa wciąż funkcjonuje w dużej mierze na zasadzie utożsamienia jej z przynależnością państwową, przyzwyczajenia do instytucji i symboli państwa polskiego, wreszcie wychowania w polskiej kulturze. Polskość tej grupy próbuje być równocześnie godzona z przynależnością do rusko-bizantyjskiego kręgu kulturowego. Według badań przeprowadzonych przez Andrzeja Sadowskiego polską tożsamość ujawniało już około 60% prawosławnych na Białostocczyźnie. Większość z nich odczuwała jednak potrzebę podkreślenia pewnej odmienności kulturowego wyposażenia wynikającego z prawosławia, a ich polskość opierała się na świadomości państwowej, przywiązaniu do regionu jako ziemi ojczystej położonej na obszarze państwa polskiego, traktowaniem języka i kultury polskiej jako ojczystej.